# Rupertus Ganahl
Rupertus Ganahl SVD (* 4. Juni 1897 in Innsbruck als Adolf Ganahl; † 17. März 1943 in der Bismarcksee) war ein österreichischer römisch-katholischer Ordensmann, Missionar und Märtyrer.

## Leben
Adolf Ganahl trat am 8. März 1928 als Bruder ins Missionshaus St. Rupert der Steyler Missionare in Bischofshofen ein und nahm den Ordensnamen Rupertus (nach Rupert von Salzburg) an. Am 8. September 1928 begann er das zweijährige Brüdernoviziat. Von Beruf Landwirt, wurde er im Missionshaus zusätzlich zum Koch ausgebildet. Nach Ablegung der ersten zeitlichen Gelübde am 8. September 1930 wurde er ins Mutterhaus der Steyler Missionare nach Steyl versetzt, wo er auf den Missionseinsatz in Neuguinea vorbereitet wurde und am 31. Juli 1931 die zweiten Gelübde ablegte. Im September 1931 traf er mit zahlreichen anderen Brüdern in der Steyler Missionszentrale St. Michael in Alexishafen ein. Er kam zum Arbeitseinsatz in das von Bischof Josef Lörks geleitete Vikariat Zentral-Neuguinea, der ihn nach Marienberg schickte. Ab 1936 war er in der 1933 gegründeten Station Maria Helferin der Christen in Kambot am Keram zusammen mit Johann Schwab und Paul Hansen tätig. Nach der Besetzung Papua-Neuguineas durch japanische Invasionstruppen 1942 wurde er von den Japanern auf der Insel Kairiru gefangen genommen und am 15. März 1943 auf den Zerstörer Akikaze gebracht. Dort wurde er am 17. März 1943 zusammen mit Bischof Lörks und zahlreichen weiteren Missionaren und Ordensschwestern der Steyler Missionare, der Herz-Jesu-Missionare und der Liebenzeller Missionare hingerichtet und ins Meer geworfen.

## Gedenken
Die Römisch-katholische Kirche in Deutschland hat Bruder Rupertus Ganahl als Märtyrer in das deutsche Martyrologium des 20. Jahrhunderts aufgenommen.